# Andrzej Klimczuk
Andrzej Klimczuk (ur. 11 października 1984 w Białymstoku) – polski socjolog i politolog, działacz społeczny, doktor nauk społecznych, adiunkt w Kolegium Ekonomiczno-Społecznym Szkoły Głównej Handlowej w Warszawie (SGH). Zajmuje się następującymi zagadnieniami badawczymi: polityka publiczna wobec starzenia się ludności, gerontologia społeczna, relacje międzypokoleniowe, postęp techniczny, etyka społeczna i gospodarcza, rynek pracy, polityka społeczna, dobre rządzenie i innowacje społeczne.

## Życiorys

### Wykształcenie i działalność naukowa
Jest absolwentem XVI Liceum Ogólnokształcącego w Białymstoku. W latach 2003–2008 studiował socjologię na Uniwersytecie w Białymstoku. Absolwent studiów doktoranckich z zakresu ekonomii w SGH (2009-2012) oraz studiów podyplomowych na kierunku ekonomia społeczna na Uniwersytecie Ekonomicznym w Krakowie (2013). W 2018 roku w SGH obronił rozprawę doktorską z zakresu nauk o polityce publicznej pt. Srebrna gospodarka jako innowacyjny instrument polityki społecznej wobec ludzi starych i starości (promotor: prof. Piotr Błędowski, recenzenci: prof. Piotr Szukalski, prof. Barbara Rysz-Kowalczyk).
Przed rozpoczęciem kariery naukowej w latach 2002-2009 pracował jako redaktor i korespondent wydawnictw o grach komputerowych, m.in. magazynu „Załoga G”, magazynu „Neo Plus”, Gamesweek.pl, Gry-Online.pl, Interia.pl oraz Gry.o2.pl. Jego pierwsze prace naukowe są związane z ludologią.
Był zaangażowany w projekty badawcze i ewaluacyjne dotyczące m.in. starzenia się ludności, zmiany demograficznej, dyskryminacji ze względu na wiek, polityki rynku pracy, flexicurity, outplacementu, polityki regionalnej, współpracy transgranicznej, dyplomacji publicznej, polityki kulturalnej, sektorów kreatywnych, medialabów, kompetencji cyfrowych, podejmowania decyzji politycznych, kształcenia ustawicznego, edukacji zawodowej, zarządzania organizacjami pozarządowymi i podmiotami ekonomii społecznej, partnerstw lokalnych, zarządzania w administracji samorządowej. Był doradcą m.in. The Economist przy opracowaniu Indeksu Innowacji Społecznych. Jest ekspertem m.in. programu URBACT III, Europejskiego Partnerstwa Innowacji na rzecz Aktywnego i Zdrowego Starzenia się (EIP on AHA) przy Komisji Europejskiej i International Federation on Ageing. 
Był stypendystą m.in. Fundacji im. Lesława A. Pagi i Giełdy Papierów Wartościowych w Warszawie (2011), Salzburg Global Seminar (2015), Europejskiego Towarzystwa Socjologicznego (2015) i Haverford Institute of Public Sociology (2016). W 2009 roku otrzymał nagrodę Polskiego Towarzystwa Gerontologicznego za pracę magisterską pt. Kapitał społeczny ludzi starych na przykładzie mieszkańców miasta Białystok (promotor: prof. Andrzej Sadowski), a w 2015 roku nagrodę Komisji Europejskiej, Europejskiej Komisji Gospodarczej Organizacji Narodów Zjednoczonych i Oxford Institute of Population Ageing za badania dotyczące srebrnej gospodarki przedstawione na I Międzynarodowym Seminarium nt. Indeksu Aktywnego Starzenia się.
Jego książki naukowe były publikowane przez wydawców z Polski, Niemiec, Szwajcarii, Stanów Zjednoczonych, Wielkiej Brytanii, Irlandii i Portugalii. Artykuły i recenzje akademickie Andrzeja Klimczuka zostały opublikowane m.in. w czasopismach „E-mentor”, „Kultura i Edukacja”, „Problemy Profesjologii”, „Pogranicze. Studia Społeczne”, „Annales. Etyka w życiu gospodarczym”, „E-Journal of International and Comparative Labour Studies”, „Zarządzanie publiczne”, „Kultura współczesna”, „International Journal of Ageing and Later Life”, „International Sociology”, „Human Rights Review”, „Cultural Trends”, „Community Development”, „Problemy zarządzania”, „Rozwój Regionalny i Polityka Regionalna”.
Jest członkiem m.in. Polskiego Towarzystwa Socjologicznego, Polskiego Towarzystwa Gerontologicznego, Polskiego Towarzystwa Polityki Społecznej, Europejskiego Towarzystwa Socjologicznego, Międzynarodowego Stowarzyszenia Socjologicznego. Jest członkiem rad redakcyjnych czasopism naukowych, takich jak „Journal of Intergenerational Relationships”, „Czech-Polish-Slovak Studies in Andragogy and Social Gerontology”, „International Journal of Systems and Society”, „Frontiers in Sociology: Work, Employment and Organizations”, „The Journal of Aging and Social Change” i „Humanities and Social Sciences Communications”.
Od 2018 roku jest redaktorem sekcji „Starzenie się i polityka publiczna” (ang. Aging and Public Policy) oraz „Starzenie się i dobrostan finansowy” (ang. Aging and Financial Well-Being) w międzynarodowej encyklopedii pt. Encyclopedia of Gerontology and Population Aging (redaktorzy naczelni: dr Danan Gu, Organizacja Narodów Zjednoczonych i dr Matthew E. Dupre, Uniwersytet Duke’a; wydawca: Springer Nature).

### Działalność społeczna
W latach 2009–2014 był wolontariuszem Fundacji Uniwersytetu w Białymstoku m.in. przy projektach społeczno-artystycznych „Szlak Dziedzictwa Żydowskiego”, „Ładniej? PRL w przestrzeni miasta”, „35 lat później” i „Audiobus. Dźwiękowy przewodnik do słuchania w autobusach komunikacji miejskiej”. W 2011 roku wraz z zespołem Fundacji zdobył nagrodę artystyczną Prezydenta Miasta Białegostoku za działalność w zakresie popularyzacji historii miasta. W latach 2010–2012 był wolontariuszem Akademii Rozwoju Filantropii w Polsce przy projekcie promocji zarządzania wiekiem „Zysk z dojrzałości” oraz Fundacji Dobra Sieć przy promowaniu wirtualnego wolontariatu (portal e-wolontariat.pl).
W latach 2011–2013 pełnił funkcję wiceprezesa zarządu Fundacji Laboratorium Badań i Działań Społecznych „SocLab”, której był współzałożycielem w 2011 roku wraz z Katarzyną Sztop-Rutkowską, Radosławem Oryszczyszynem, Agnieszką Maszkowską i Łukaszem Kiszkielem. Był współautorem modelu działania i założycielem Regionalnego Obserwatorium Kultury w Białymstoku stanowiącego węzeł w ogólnopolskim Obserwatorium Żywej Kultury.
Od 2015 roku jest członkiem rady Fundacji Druga Wiosna, ekspertem Krajowego Instytutu Gospodarki Senioralnej oraz donatorem i wolontariuszem Salzburg Global Seminar. Od 2016 roku jest wolontariuszem International MultiCultural Network – sieci wspierającej wielokulturowość powołanej przez Azerbejdżan i Uniwersytet Khazar w Baku. Jest promotorem edukacji medialnej, otwartej nauki i stosowania licencji otwartych w publikacjach naukowych.
Jego artykuły publicystyczne i popularnonaukowe ukazały się m.in. w „Głosach kongresowych” Kongresu Obywatelskiego, magazynie „Generacja”, „Magazynie Miasta", ngo.pl, „Forum Odpowiedzialnego Biznesu”, „Lupie Instytutu Obywatelskiego”, „Polityce Senioralnej”, blogu International Longevity Centre i blogu International Network for Critical Gerontology. 

## Ważniejsze publikacje naukowe
- (2012) Kapitał społeczny ludzi starych na przykładzie mieszkańców miasta Białystok. Lublin: Wiedza i Edukacja. ISBN 978-83-61546-97-9.
- (2013) Niepubliczne agencje zatrudnienia osób niepełnosprawnych. Możliwości i dylematy rozwoju w sektorze pozarządowym (Andrzej Klimczuk, Marcin Siedlecki, Paulina Sadowska, Michał Sydow). Warszawa-Białystok: Fundacja Aktywizacja, Fundacja SocLab. ISBN 978-83-932732-1-8.
- (2013) Samorządowa i obywatelska współpraca transgraniczna w województwie podlaskim (Jan Poleszczuk, Katarzyna Sztop-Rutkowska, Aleksandra Porankiewicz-Żukowska, Łukasz Kiszkiel, Andrzej Klimczuk, Rafał J. Mejsak). Białystok: Fundacja SocLab. ISBN 978-83-63870-01-0.
- (2015) Aging in the Social Space (Łukasz Tomczyk, Andrzej Klimczuk). Białystok-Kraków: Stowarzyszenie Gerontologów Społecznych. ISBN 978-83-943025-0-4.
- (2015) Taksonomia funkcjonalnych kompetencji cyfrowych oraz metodologia pomiaru poziomu funkcjonalnych kompetencji cyfrowych osób z pokolenia 50+ (Alek Tarkowski, Anna Mierzecka, Justyna Jasiewicz, Mirosław Filiciak, Małgorzata Kisilowska, Andrzej Klimczuk, Elżbieta Bojanowska). Warszawa-Tarnów: Centrum Cyfrowe Projekt: Polska, Stowarzyszenie "Miasta w Internecie".
- (2015) Economic Foundations for Creative Ageing Policy, Volume I: Context and Considerations. New York: Palgrave Macmillan. ISBN 978-11-37466-10-5.
- (2017) Economic Foundations for Creative Ageing Policy, Volume II: Putting Theory into Practice. New York: Palgrave Macmillan. ISBN 978-1-137-53522-1.
- (2017) Generations, intergenerational relationships, generational policy: A multilingual compendium (Pokolenia, relacje międzypokoleniowe, polityka relacji międzypokoleniowych. Kompendium wielojęzyczne) (red. Kurt Lüscher, Andrzej Klimczuk). 17 wersji językowych. Konstanz: Universität Konstanz. ISBN 978-3-89318-076-9.
- (2017) Selected Contemporary Challenges of Ageing Policy (red. Łukasz Tomczyk, Andrzej Klimczuk). Kraków: Uniwersytet Pedagogiczny w Krakowie. ISBN 978-83-941568-7-9.
- (2019) Between Successful and Unsuccessful Ageing: Selected Aspects and Contexts (red. Łukasz Tomczyk, Andrzej Klimczuk). Kraków: Uniwersytet Pedagogiczny w Krakowie. ISBN 978-83-953737-1-8.
- (2020) Perspectives and Theories of Social Innovation for Ageing Population (red. Andrzej Klimczuk, Łukasz Tomczyk). Lausanne: Frontiers Media. ISBN 978-2-88963-620-4.
- (2021) Starzenie się populacji. Aktywizacja, koprodukcja i integracja społeczna osób starszych (Grzegorz Gawron, Andrzej Klimczuk, Zofia Szweda-Lewandowska). Katowice: Wyd. Uniwersytetu Śląskiego. ISBN 978-83-226-4049-4.
- (2021) The Collaborative Economy in Action: European Perspectives (red. Andrzej Klimczuk, Vida Česnuityte, Gabriela Avram). Limerick: University of Limerick. ISBN 978-1-91162-030-3.
- (2021) Demographic Analysis: Selected Concepts, Tools, and Applications (red. Andrzej Klimczuk). London: IntechOpen. ISBN 978-1-83969-187-4.
- (2022) The Sharing Economy in Europe: Developments, Practices, and Contradictions (red. Vida Česnuitytė, Andrzej Klimczuk, Cristina Miguel, Gabriela Avram). Cham: Palgrave Macmillan. ISBN 978-3-030-86897-0.
- (2022) Citizen Science and Social Innovation: Mutual Relations, Barriers, Needs, and Development Factors (red. Andrzej Klimczuk, Egle Butkeviciene, Minela Kerla). Lausanne: Frontiers Media. ISBN 978-2-88974-751-1.
- (2022) Social, Technological and Health Innovation: Opportunities and Limitations for Social Policy, Health Policy, and Environmental Policy (red. Andrzej Klimczuk, Magdalena Klimczuk-Kochańska, Jorge Felix). Lausanne: Frontiers Media. ISBN 978-2-8325-0513-7.
- (2022) Coronavirus Disease (COVID-19): Socio-Economic Systems in the Post-Pandemic World: Design Thinking, Strategic Planning, Management, and Public Policy (red. Andrzej Klimczuk, Eva Berde, Delali A. Dovie, Magdalena Klimczuk-Kochańska, Gabriella Spinelli). Lausanne: Frontiers Media. ISBN 978-2-88974-597-5.